# Torneo Clausura 2016 Liga de Ascenso
El Torneo Clausura 2016 del Ascenso Bancomer MX fue el 42° torneo de la Liga de Ascenso de México. Contó con la participación de 16 equipos. El Necaxa, campeón de este torneo, se enfrentó al FC Juárez, campeón del Torneo Apertura 2015, en la final por el ascenso, para decidir quien de los dos ascendería a la Liga Bancomer MX.

## Sistema de competición
El sistema de calificación de este torneo es el mismo del Torneo Apertura 2015. Este se desarrolla en dos fases:
- Fase de calificación: que se integra por las 15 jornadas del torneo.
- Fase final: que se integra por los partidos de ida y vuelta en rondas de cuartos de final, de semifinal y final.

### Fase de calificación
En la fase de calificación participan los 16 clubes de la Liga de Ascenso de México jugando todos contra todos durante las 15 jornadas respectivas, a un solo partido. Se obtienen 3 puntos por juego ganado, y 1 por juego empatado.
El orden de los clubes al final de la fase de calificación del torneo corresponde a la suma de los puntos obtenidos por cada uno de ellos y se presenta en forma descendente. Si al finalizar las 15 jornadas del torneo, dos o más clubes empatan en puntos, su posición en la tabla general sería determinada atendiendo a los siguientes criterios de desempate:
1. Mejor diferencia entre los goles anotados y recibidos.
2. Mayor número de goles anotados.
3. Marcadores particulares entre los clubes empatados.
4. Mayor número de goles anotados como visitante.
5. Sorteo.

### Fase final
Los siete primeros equipos de la tabla general son los calificados para la fase final del torneo. Los partidos correspondientes a la fase final se desarrollan a visita recíproca y los equipos mejor ubicados recibieron el partido de vuelta, en las siguientes etapas:
- Cuartos de final
- Semifinales
- Final
- Final de Ascenso

En esta fase, en caso de empate en el marcador global (resultado de los partidos de ida y de vuelta), el primer criterio para desempatar será el gol de visitante, es decir, el equipo que haya anotado más goles como visitante sería el que avance a la siguiente fase. El segundo criterio de desempate es la posición en la tabla, es decir, en caso de empate global y que no haya diferencia alguna en los goles de visitante, el equipo mejor ubicado en la tabla general de la fase de calificación sería el que avanzara a la siguiente fase. En la final, en caso de empate en el marcador global, se añadirían dos periodos de 15 minutos y, en caso de mantenerse la igualdad, se procedería a los tiros penales.

## Equipos por Entidad Federativa
Para esta temporada 2015-16 se contará con 16 equipos, cada una de las entidades federativas de la República Mexicana representadas en la Liga de Ascenso contará con un equipo.
| Atlante Murciélagos Lobos BUAP Correcaminos UAT Juárez Celaya Atlético San Luis Necaxa Venados Tapachula Oaxaca Zacatepec Zacatecas U de G Cimarrones Tepic |

| Estado          | N.º | Equipos           |
| --------------- | --- | ----------------- |
| Jalisco         | 1   | U de G            |
| Nayarit         | 1   | Tepic             |
| Sonora          | 1   | Cimarrones        |
| Sinaloa         | 1   | Murciélagos       |
| Chihuahua       | 1   | Juárez            |
| Tamaulipas      | 1   | Correcaminos UAT  |
| Guanajuato      | 1   | Celaya            |
| Morelos         | 1   | Zacatepec         |
| Aguascalientes  | 1   | Necaxa            |
| Oaxaca          | 1   | Oaxaca            |
| San Luis Potosí | 1   | Atlético San Luis |
| Yucatán         | 1   | Venados           |
| Quintana Roo    | 1   | Atlante           |
| Zacatecas       | 1   | Mineros           |
| Chiapas         | 1   | Tapachula         |

## Información de los equipos
| Logo                                       | Club                       | Sede                             | Entrenador               | Estadio                      | Capacidad | Marca        | Canal TV | Fundación       | En Ascenso     |
| ------------------------------------------ | -------------------------- | -------------------------------- | ------------------------ | ---------------------------- | --------- | ------------ | -------- | --------------- | -------------- |
|                                            | Atlante                    | Cancún, Quintana Roo             | Eduardo Fentanes         | Olímpico Andrés Quintana Roo | 20 000    | Kappa        |          | 1916 (109 años) | 2014           |
|                                            | Atlético San Luis          | San Luis Potosí, San Luis Potosí | Carlos Bustos            | Alfonso Lastras              | 30 000    | Charly       |          | 2013 (12 años)  | 2013 (12 años) |
|                                            | Tapachula                  | Tapachula, Chiapas               | Gabriel Caballero        | Olímpico de Tapachula        | 13 300    | Silver Sport |          | 2015 (10 años)  | 2015           |
|                                            | Celaya                     | Celaya, Guanajuato               | Gustavo Díaz             | Miguel Alemán                | 32 300    | Keuka        |          | 1954 (71 años)  | 2011           |
|                                            | Cimarrones                 | Hermosillo, Sonora               | Héctor Medrano           | Héroe de Nacozari            | 18 747    | Kappa        | Telemax  | 2013 (12 años)  | 2015           |
|                                            | Tepic                      | Tepic, Nayarit                   | José Luis González China | Arena Cora                   | 12 945    | Romed        |          | 1959 (65 años)  | 2014           |
| Archivo:Correcaminos UAT.png               | Correcaminos UAT           | Ciudad Victoria, Tamaulipas      | José Treviño             | Marte R. Gómez               | 18 000    | Lotto        | 1980     | 1995            |                |
|                                            | Juárez                     | Ciudad Juárez, Chihuahua         | Sergio Orduña Carrillo   | Olímpico Benito Juárez       | 23 500    | Umbro        | 2015     | 2015            |                |
|                                            | Lobos BUAP                 | Puebla, Puebla                   | Ricardo Valiño           | Olímpico de la BUAP          | 21 750    | Keuka        |          | 1967 (58 años)  | 2003           |
|                                            | Zacatecas                  | Zacatecas, Zacatecas             | Joel Sánchez             | Francisco Villa              | 18 000    | Pirma        |          | 2014 (11 años)  | 2014           |
|                                            | Murciélagos                | Los Mochis, Sinaloa              | Lorenzo López Balboa     | Centenario                   | 15 000    | Keuka        |          | 2008            | 2015           |
|                                            | Necaxa                     | Aguascalientes, Aguascalientes   | Alfonso Sosa             | Victoria                     | 25 494    | Umbro        |          | 1923 (101 años) | 2011           |
|                                            | Oaxaca                     | Oaxaca, Oaxaca                   | Flavio Davino            | Tecnológico                  | 15 200    | Lotto        |          | 2012 (12 años)  | 2013           |
|                                            | Universidad de Guadalajara | Guadalajara, Jalisco             | Daniel Guzmán            | Estadio Jalisco              | 56 713    | Lotto        | Canal 44 | 1970 (55 años)  | 2015           |
|                                            | Venados                    | Mérida, Yucatán                  | Marcelo Leaño            | Carlos Iturralde             | 21 054    | Foursport    |          | 2000            | 2011           |
|                                            | Zacatepec                  | Zacatepec, Morelos               | Carlos Gutiérrez         | Agustín "Coruco" Díaz        | 24 443    | Silver Sport |          | 1948            | 2014           |
| Datos actualizados al 5 de agosto de 2015. |                            |                                  |                          |                              |           |              |          |                 |                |

### Cambios de entrenadores
| Equipo               | Entrenador (jornadas)                                                                                 |
| -------------------- | --- |
| Murciélagos          | Lorenzo López Balboa (1-3) Jorge Manrique (4-7) Roberto Carlos Castro (8) Adolfo García Parra (9-...) |
| Coras de Tepic       | José Luis González China (1-5) Luis Padilla (6) Hernán Cristante (7-...)                              |
| Mineros de Zacatecas | Joel Sánchez Ramos (1-5) Ricardo Rayas (6-...)                                                        |
|                      | |

## Estadios
|                                                                                                  |                                                                                                   |                                                                                         |                                                                                           |
|                                                                                                  |                                                                                                   |                                                                                         |                                                                                           |
| Estadio Jalisco Ciudad: Guadalajara Capacidad: 54.500 Club: Universidad de Guadalajara           | Estadio Alfonso Lastras Ramírez Ciudad: San Luis Potosí Capacidad: 25.111 Club: Atlético San Luis | Estadio Victoria Ciudad:Aguascalientes Capacidad:23.933 Club:Necaxa                     | Estadio Miguel Alemán Valdés Ciudad: Celaya Capacidad: 23.369 Club: Celaya                |
|                                                                                                  |                                                                                                   |                                                                                         |                                                                                           |
| Estadio Agustín Coruco Díaz Ciudad: Zacatepec Capacidad: 22.996 Club: Zacatepec                  | Estadio Olímpico de la BUAP Ciudad: Puebla Capacidad: 20.167 Club: Lobos BUAP                     | Estadio Olímpico Benito Juárez Ciudad: Ciudad Juárez Capacidad: 19.765 Club: Juárez     | Estadio Héroe de Nacozari Ciudad: Hermosillo Capacidad: 18.747 Club: Cimarrones de Sonora |
|                                                                                                  |                                                                                                   |                                                                                         |                                                                                           |
| Estadio Olímpico Andrés Quintana Roo Ciudad: Cancún Capacidad: 17.289 Club: Atlante              | Estadio Tecnológico de Oaxaca Ciudad: Oaxaca Capacidad:17.215 Club: Alebrijes de Oaxaca           | Estadio Carlos Iturralde Rivero Ciudad: Mérida Capacidad: 15.087 Club: Venados          | Estadio Francisco Villa Ciudad: Zacatecas Capacidad: 13.820 Club: Mineros de Zacatecas    |
|                                                                                                  |                                                                                                   |                                                                                         |                                                                                           |
| Estadio Olímpico de Tapachula Ciudad: Tapachula Capacidad: 13.300 Club: Cafetaleros de Tapachula | Arena Cora Ciudad: Tepic Capacidad: 12.271 Club: Coras de Tepic                                   | Estadio Marte R. Gómez Ciudad: Ciudad Victoria Capacidad: 10.476 Club: Correcaminos UAT | Estadio Benito Juárez Ciudad: Oaxaca Capacidad: 10.250 Club: Alebrijes de Oaxaca          |
|                                                                                                  |                                                                                                   |                                                                                         |                                                                                           |
| Estadio Centenario LM Ciudad: Los Mochis Capacidad: 9.725 Club: Murciélagos FC                   |                                                                                                   |                                                                                         |                                                                                           |

### Estadios "Prestados"
|                                                                                   |                                                                                        |  |
|                                                                                   |                                                                                        |  |
| Estadio Corregidora Ciudad: Querétaro Capacidad: 34.045 Club: Alebrijes de Oaxaca | Estadio Olímpico de la BUAP Ciudad: Puebla Capacidad: 20.167 Club: Alebrijes de Oaxaca |  |

### Estadios Nuevos
Para este Torneo se contará un nuevo estadio en el fútbol mexicano: 
- Estadio Tecnológico de Oaxaca: Con capacidad para 15.200 aficionados será el nuevo estadio de los Alebrijes de Oaxaca. Este estadio fue inaugurado el 27 de marzo del 2016 en Oaxaca, en el partido amistoso entre los Alebrijes de Oaxaca y los Pumas UNAM, que finalizó con un empate a un gol.

## Torneo Regular
- Los horarios son correspondientes al Tiempo del Centro de México (UTC-6 y UTC-5 en horario de verano).[1]
- El Calendario completo se encontrará en la página oficial: http://www.ascensomx.net/ Archivado el 6 de diciembre de 2015 en Wayback Machine..

| Lobos BUAP  | 1 - 1 | Juárez                                        | Universitario BUAP    | 8 de enero  | 17:00 |          |
| Zacatecas   | 1 - 1 | Venados                                       | Francisco Villa       | 8 de enero  | 19:30 |          |
| Tapachula   | 0 - 1 | Archivo:Correcaminos UAT.png Correcaminos UAT | Olímpico de Tapachula | 8 de enero  | 20:00 |          |
| Cimarrones  | 1 - 1 | Oaxaca                                        | Héroe de Nacozari     | 8 de enero  | 21:36 |          |
| Murciélagos | 0 - 6 | Tepic                                         | Centenario LM         | 8 de enero  | 22:00 |          |
| Necaxa      | 2 - 1 | Atlante                                       | Victoria              | 9 de enero  | 19:00 |          |
| Celaya      | 2 - 0 | Zacatepec                                     | Miguel Alemán Valdés  | 9 de enero  | 19:00 |          |
| U. de G.    | 2 - 1 | Atlético San Luis                             | Jalisco               | 10 de enero | 12:00 | Canal 44 |

| Atlante                                       | 1 - 0 | Murciélagos | Andrés Quintana Roo     | 15 de enero | 19:00 |  |
| Venados                                       | 0 - 0 | Necaxa      | Carlos Iturralde Rivero | 15 de enero | 20:30 |  |
| Archivo:Correcaminos UAT.png Correcaminos UAT | 2 - 1 | Celaya      | Marte R. Gómez          | 15 de enero | 20:30 |  |
| Tepic                                         | 0 - 1 | Tapachula   | Arena Cora              | 15 de enero | 21:30 |  |
| Juárez                                        | 0 - 0 | Zacatecas   | Olímpico Benito Juárez  | 16 de enero | 17:00 |  |
| Oaxaca                                        | 1 - 2 | U. de G.    | Benito Juárez           | 16 de enero | 17:00 |  |
| Zacatepec                                     | 0 - 0 | Cimarrones  | Agustín "Coruco" Díaz   | 16 de enero | 18:00 |  |
| Atlético San Luis                             | 1 - 2 | Lobos BUAP  | Alfonso Lastras Ramírez | 16 de enero | 19:00 |  |

| Lobos BUAP | 1 - 2 | Oaxaca                                        | Universitario BUAP    | 22 de enero | 17:00 |          |
| Atlante    | 0 - 0 | Venados                                       | Andrés Quintana Roo   | 22 de enero | 19:00 |          |
| Zacatecas  | 1 - 1 | Atlético San Luis                             | Francisco Villa       | 22 de enero | 19:30 |          |
| Tapachula  | 2 - 0 | Murciélagos                                   | Olímpico de Tapachula | 22 de enero | 20:00 |          |
| Cimarrones | 0 - 0 | Archivo:Correcaminos UAT.png Correcaminos UAT | Héroe de Nacozari     | 22 de enero | 21:36 |          |
| Necaxa     | 1 - 0 | Juárez                                        | Victoria              | 23 de enero | 19:00 |          |
| Celaya     | 1 - 0 | Tepic                                         | Miguel Alemán Valdés  | 23 de enero | 19:00 |          |
| U. de G.   | 2 - 0 | Zacatepec                                     | Jalisco               | 24 de enero | 12:00 | Canal 44 |

| Tapachula                                     | 2 - 1 | Celaya     | Olímpico de Tapachula   | 29 de enero | 19:45 |  |
| Archivo:Correcaminos UAT.png Correcaminos UAT | 0 - 2 | U. de G.   | Marte R. Gómez          | 29 de enero | 20:30 |  |
| Tepic                                         | 2 - 3 | Cimarrones | Arena Cora              | 29 de enero | 21:30 |  |
| Murciélagos                                   | 0 - 1 | Venados    | Centenario LM           | 29 de enero | 22:00 |  |
| Oaxaca                                        | 1 - 1 | Zacatecas  | Benito Juárez           | 30 de enero | 17:00 |  |
| Juárez                                        | 1 - 0 | Atlante    | Olímpico Benito Juárez  | 30 de enero | 17:00 |  |
| Zacatepec                                     | 2 - 2 | Lobos BUAP | Agustín Coruco Díaz     | 30 de enero | 18:00 |  |
| Atlético San Luis                             | 0 - 1 | Necaxa     | Alfonso Lastras Ramírez | 30 de enero | 19:00 |  |

| Lobos BUAP | 0 - 1 | Archivo:Correcaminos UAT.png Correcaminos UAT | Universitario BUAP      | 5 de febrero | 17:00 |          |
| Zacatecas  | 0 - 1 | Zacatepec                                     | Francisco Villa         | 5 de febrero | 19:30 |          |
| Venados    | 5 - 1 | Juárez                                        | Carlos Iturralde Rivero | 5 de febrero | 20:30 |          |
| Cimarrones | 0 - 1 | Tapachula                                     | Héroe de Nacozari       | 5 de febrero | 21:36 |          |
| Necaxa     | 0 - 0 | Oaxaca                                        | Victoria                | 6 de febrero | 19:00 |          |
| Celaya     | 3 - 1 | Murciélagos                                   | Miguel Alemán Valdés    | 6 de febrero | 19:00 |          |
| Atlante    | 1 - 0 | Atlético San Luis                             | Andrés Quintana Roo     | 6 de febrero | 19:00 |          |
| U. de G.   | 3 - 1 | Tepic                                         | Jalisco                 | 7 de febrero | 12:00 | Canal 44 |

| Archivo:Correcaminos UAT.png Correcaminos UAT | 0 - 0 | Zacatecas  | Marte R. Gómez          | 12 de febrero | 20:30 |  |
| Tepic                                         | 2 - 0 | Lobos BUAP | Arena Cora              | 12 de febrero | 21:30 |  |
| Murciélagos                                   | 1 - 0 | Juárez     | Centenario LM           | 12 de febrero | 22:00 |  |
| Oaxaca                                        | 3 - 3 | Atlante    | Universitario BUAP      | 13 de febrero | 17:00 |  |
| Zacatepec                                     | 2 - 1 | Necaxa     | Agustín Coruco Díaz     | 13 de febrero | 18:00 |  |
| Tapachula                                     | 1 - 0 | U. de G.   | Olímpico de Tapachula   | 13 de febrero | 19:00 |  |
| Celaya                                        | 2 - 0 | Cimarrones | Miguel Alemán Valdés    | 13 de febrero | 19:00 |  |
| Atlético San Luis                             | 2 - 0 | Venados    | Alfonso Lastras Ramírez | 13 de febrero | 19:00 |  |

| Lobos BUAP | 0 - 1 | Tapachula                                     | Universitario BUAP      | 19 de febrero | 17:00 |          |
| Zacatecas  | 1 - 0 | Tepic                                         | Francisco Villa         | 19 de febrero | 19:30 |          |
| Venados    | 0 - 1 | Oaxaca                                        | Carlos Iturralde Rivero | 19 de febrero | 20:30 |          |
| Cimarrones | 2 - 1 | Murciélagos                                   | Héroe de Nacozari       | 19 de febrero | 21:36 |          |
| Juárez     | 1 - 1 | Atlético San Luis                             | Olímpico Benito Juárez  | 20 de febrero | 17:00 |          |
| Necaxa     | 3 - 1 | Archivo:Correcaminos UAT.png Correcaminos UAT | Victoria                | 20 de febrero | 19:00 |          |
| Atlante    | 4 - 1 | Zacatepec                                     | Andrés Quintana Roo     | 20 de febrero | 19:00 |          |
| U. de G.   | 3 - 0 | Celaya                                        | Jalisco                 | 21 de febrero | 12:00 | Canal 44 |

| Archivo:Correcaminos UAT.png Correcaminos UAT | 0 - 0 | Atlante           | Marte R. Gómez        | 26 de febrero | 20:00 |  |
| Tepic                                         | 0 - 0 | Necaxa            | Arena Cora            | 26 de febrero | 21:30 |  |
| Cimarrones                                    | 0 - 1 | U. de G.          | Héroe de Nacozari     | 26 de febrero | 21:36 |  |
| Murciélagos                                   | 1 - 0 | Atlético San Luis | Centenario LM         | 26 de febrero | 22:00 |  |
| Oaxaca                                        | 1 - 0 | Juárez            | Universitario BUAP    | 27 de febrero | 17:00 |  |
| Zacatepec                                     | 2 - 2 | Venados           | Agustín Coruco Díaz   | 27 de febrero | 18:00 |  |
| Tapachula                                     | 0 - 1 | Zacatecas         | Olímpico de Tapachula | 27 de febrero | 18:55 |  |
| Celaya                                        | 3 - 0 | Lobos BUAP        | Miguel Alemán Valdés  | 27 de febrero | 19:00 |  |

| Lobos BUAP        | 2 - 0 | Cimarrones                                    | Universitario BUAP      | 4 de marzo | 17:00 |          |
| Atlante           | 3 - 0 | Tepic                                         | Andrés Quintana Roo     | 4 de marzo | 19:00 |          |
| Zacatecas         | 0 - 0 | Celaya                                        | Francisco Villa         | 4 de marzo | 19:30 |          |
| Venados           | 1 - 1 | Archivo:Correcaminos UAT.png Correcaminos UAT | Carlos Iturralde Rivero | 4 de marzo | 20:30 |          |
| Necaxa            | 1 - 0 | Tapachula                                     | Victoria                | 5 de marzo | 19:00 |          |
| Atlético San Luis | 2 - 1 | Oaxaca                                        | Alfonso Lastras Ramírez | 5 de marzo | 19:00 |          |
| Juárez            | 0 - 0 | Zacatepec                                     | Olímpico Benito Juárez  | 5 de marzo | 21:00 |          |
| U. de G.          | 2 - 1 | Murciélagos                                   | Jalisco                 | 6 de marzo | 12:00 | Canal 44 |

| Archivo:Correcaminos UAT.png Correcaminos UAT | 0 - 3 | Juárez            | Marte R. Gómez        | 11 de marzo | 20:00 |          |
| Tepic                                         | 1 - 0 | Venados           | Arena Cora            | 11 de marzo | 21:30 |          |
| Cimarrones                                    | 2 - 3 | Zacatecas         | Héroe de Nacozari     | 11 de marzo | 21:36 |          |
| Murciélagos                                   | 3 - 2 | Oaxaca            | Centenario LM         | 11 de marzo | 22:00 |          |
| Zacatepec                                     | 1 - 1 | Atlético San Luis | Agustín Coruco Díaz   | 12 de marzo | 18:00 |          |
| Celaya                                        | 4 - 2 | Necaxa            | Miguel Alemán Valdés  | 12 de marzo | 19:00 |          |
| Tapachula                                     | 1 - 0 | Atlante           | Olímpico de Tapachula | 12 de marzo | 19:00 |          |
| U. de G.                                      | 2 - 3 | Lobos BUAP        | Jalisco               | 13 de marzo | 12:00 | Canal 44 |

| Lobos BUAP        | 3 - 0 | Murciélagos                                   | Universitario BUAP      | 18 de marzo | 17:00 |  |
| Atlante           | 2 - 0 | Celaya                                        | Andrés Quintana Roo     | 18 de marzo | 19:00 |  |
| Zacatecas         | 1 - 1 | U. de G.                                      | Francisco Villa         | 18 de marzo | 19:30 |  |
| Venados           | 2 - 1 | Tapachula                                     | Carlos Iturralde Rivero | 18 de marzo | 20:30 |  |
| Oaxaca            | 3 - 3 | Zacatepec                                     | La Corregidora          | 19 de marzo | 17:00 |  |
| Necaxa            | 4 - 2 | Cimarrones                                    | Victoria                | 19 de marzo | 19:00 |  |
| Atlético San Luis | 0 - 3 | Archivo:Correcaminos UAT.png Correcaminos UAT | Alfonso Lastras Ramírez | 19 de marzo | 19:00 |  |
| Juárez            | 1 - 2 | Tepic                                         | Olímpico Benito Juárez  | 19 de marzo | 19:00 |  |

| Lobos BUAP                                    | 1 - 1 | Zacatecas         | Universitario BUAP    | 25 de marzo | 17:00 |          |
| Archivo:Correcaminos UAT.png Correcaminos UAT | 0 - 1 | Oaxaca            | Marte R. Gómez        | 25 de marzo | 19:00 |          |
| Tepic                                         | 3 - 1 | Atlético San Luis | Arena Cora            | 25 de marzo | 21:30 |          |
| Cimarrones                                    | 1 - 2 | Atlante           | Héroe de Nacozari     | 25 de marzo | 21:36 |          |
| Murciélagos                                   | 2 - 1 | Zacatepec         | Centenario LM         | 25 de marzo | 22:00 |          |
| Tapachula                                     | 0 - 0 | Juárez            | Olímpico de Tapachula | 26 de marzo | 19:00 |          |
| Celaya                                        | 1 - 0 | Venados           | Miguel Alemán Valdés  | 26 de marzo | 19:00 |          |
| U. de G.                                      | 0 - 0 | Necaxa            | Jalisco               | 27 de marzo | 12:00 | Canal 44 |

| Atlante           | 3 - 0 | U. de G.                                      | Andrés Quintana Roo     | 1 de abril | 19:00 |  |
| Zacatecas         | 3 - 3 | Murciélagos                                   | Francisco Villa         | 1 de abril | 19:30 |  |
| Venados           | 1 - 0 | Cimarrones                                    | Carlos Iturralde Rivero | 1 de abril | 20:30 |  |
| Oaxaca            | 1 - 0 | Tepic                                         | Tecnológico             | 2 de abril | 17:00 |  |
| Zacatepec         | 0 - 1 | Archivo:Correcaminos UAT.png Correcaminos UAT | Agustín Coruco Díaz     | 2 de abril | 18:00 |  |
| Necaxa            | 2 - 0 | Lobos BUAP                                    | Victoria                | 2 de abril | 19:00 |  |
| Atlético San Luis | 0 - 0 | Tapachula                                     | Alfonso Lastras Ramírez | 2 de abril | 19:00 |  |
| Juárez            | 1 - 0 | Celaya                                        | Olímpico Benito Juárez  | 2 de abril | 19:00 |  |

| Lobos BUAP  | 1 - 0 | Atlante                                       | Universitario BUAP    | 8 de abril  | 17:00 |          |
| Tepic       | 2 - 1 | Zacatepec                                     | Arena Cora            | 8 de abril  | 21:30 |          |
| Murciélagos | 5 - 0 | Archivo:Correcaminos UAT.png Correcaminos UAT | Centenario LM         | 8 de abril  | 22:00 |          |
| Cimarrones  | 0 - 1 | Juárez                                        | Héroe de Nacozari     | 8 de abril  | 22:36 |          |
| Zacatecas   | 2 - 0 | Necaxa                                        | Francisco Villa       | 9 de abril  | 17:00 |          |
| Tapachula   | 3 - 1 | Oaxaca                                        | Olímpico de Tapachula | 9 de abril  | 19:00 |          |
| Celaya      | 2 - 0 | Atlético San Luis                             | Miguel Alemán Valdés  | 9 de abril  | 19:00 |          |
| U. de G.    | 2 - 0 | Venados                                       | Jalisco               | 10 de abril | 12:00 | Canal 44 |

| Atlante                                       | 2 - 2 | Zacatecas   | Andrés Quintana Roo     | 15 de abril | 20:00 |  |
| Venados                                       | 4 - 1 | Lobos BUAP  | Carlos Iturralde Rivero | 15 de abril | 20:30 |  |
| Archivo:Correcaminos UAT.png Correcaminos UAT | 3 - 1 | Tepic       | Marte R. Gómez          | 15 de abril | 20:30 |  |
| Oaxaca                                        | 0 - 0 | Celaya      | Tecnológico             | 16 de abril | 17:00 |  |
| Zacatepec                                     | 1 - 1 | Tapachula   | Agustín Coruco Díaz     | 16 de abril | 18:00 |  |
| Necaxa                                        | 4 - 0 | Murciélagos | Victoria                | 16 de abril | 19:00 |  |
| Atlético San Luis                             | 1 - 1 | Cimarrones  | Alfonso Lastras Ramírez | 16 de abril | 19:00 |  |
| Juárez                                        | 3 - 0 | U. de G.    | Olímpico Benito Juárez  | 16 de abril | 20:00 |  |

## Tabla General
| Pos. | Equipo                   | Pts. | PJ | G | E  | P | GF | GC | Dif. | Clasificación                   |
| ---- | ------------------------ | ---- | -- | - | -- | - | -- | -- | ---- | ------------------------------- |
| 1    | Leones Negros            | 29   | 15 | 9 | 2  | 4 | 22 | 15 | +7   | Semifinales de la liguilla      |
| 2    | Necaxa (C)               | 28   | 15 | 8 | 4  | 3 | 21 | 12 | +9   | Cuartos de final de la liguilla |
| 3    | Cafetaleros de Tapachula | 27   | 15 | 8 | 3  | 4 | 14 | 8  | +6   | Cuartos de final de la liguilla |
| 4    | Celaya                   | 26   | 15 | 8 | 2  | 5 | 20 | 13 | +7   | Cuartos de final de la liguilla |
| 5    | Atlante                  | 25   | 15 | 7 | 4  | 4 | 22 | 12 | +10  | Cuartos de final de la liguilla |
| 6    | Mineros de Zacatecas     | 22   | 15 | 4 | 10 | 1 | 17 | 13 | +4   | Cuartos de final de la liguilla |
| 7    | Correcaminos UAT         | 22   | 15 | 6 | 4  | 5 | 13 | 17 | −4   | Cuartos de final de la liguilla |
| 8    | Oaxaca                   | 21   | 15 | 5 | 6  | 4 | 19 | 19 | 0    |                                 |
| 9    | Venados                  | 20   | 15 | 5 | 5  | 5 | 17 | 14 | +3   |                                 |
| 10   | Juárez                   | 20   | 15 | 5 | 5  | 5 | 13 | 12 | +1   |                                 |
| 11   | Coras                    | 19   | 15 | 6 | 1  | 8 | 20 | 19 | +1   |                                 |
| 12   | Lobos BUAP               | 18   | 15 | 5 | 3  | 7 | 17 | 22 | −5   |                                 |
| 13   | Murciélagos              | 16   | 15 | 5 | 1  | 9 | 18 | 30 | −12  |                                 |
| 14   | Zacatepec                | 13   | 15 | 2 | 7  | 6 | 15 | 23 | −8   |                                 |
| 15   | Atlético de San Luis     | 11   | 15 | 2 | 5  | 8 | 11 | 20 | −9   |                                 |
| 16   | Cimarrones               | 10   | 15 | 2 | 4  | 9 | 12 | 22 | −10  |                                 |

 Fuente: [cita requerida]
Notas:
1. ↑  Cimarrones debía descender a la Liga Premier, pero el descenso para la temporada 2015-16, fue anulado.

## Evolución de la Clasificación
| Equipo / Jornada  | 01 | 02 | 03 | 04 | 05 | 06 | 07 | 08 | 09 | 10 | 11 | 12 | 13 | 14 | 15 |
| ----------------- | -- | -- | -- | -- | -- | -- | -- | -- | -- | -- | -- | -- | -- | -- | -- |
| U. de G.          | 4  | 1  | 1  | 1  | 1  | 1  | 1  | 1  | 1  | 1  | 1  | 1  | 1  | 1  | 1  |
| Necaxa            | 3  | 4  | 3  | 2  | 3  | 4  | 3  | 4  | 2  | 4  | 2  | 3  | 2  | 4  | 2  |
| Tapachula         | 14 | 8  | 5  | 3  | 2  | 2  | 2  | 2  | 3  | 2  | 3  | 4  | 4  | 2  | 3  |
| Celaya            | 2  | 6  | 4  | 5  | 6  | 3  | 4  | 3  | 4  | 3  | 4  | 2  | 5  | 3  | 4  |
| Atlante           | 12 | 7  | 8  | 12 | 7  | 7  | 5  | 6  | 5  | 5  | 5  | 5  | 3  | 5  | 5  |
| Zacatecas         | 11 | 12 | 10 | 11 | 13 | 12 | 10 | 8  | 8  | 6  | 6  | 6  | 8  | 6  | 6  |
| Correcaminos UAT  | 5  | 2  | 2  | 4  | 4  | 5  | 6  | 7  | 7  | 8  | 7  | 9  | 7  | 9  | 7  |
| Oaxaca            | 6  | 13 | 6  | 9  | 8  | 9  | 7  | 5  | 6  | 7  | 9  | 7  | 6  | 7  | 8  |
| Venados           | 8  | 9  | 11 | 7  | 5  | 6  | 8  | 9  | 9  | 9  | 8  | 11 | 9  | 11 | 9  |
| Juárez            | 7  | 10 | 13 | 10 | 12 | 14 | 13 | 13 | 15 | 13 | 13 | 14 | 12 | 12 | 10 |
| Tepic             | 1  | 5  | 9  | 13 | 14 | 10 | 12 | 12 | 14 | 12 | 11 | 8  | 10 | 8  | 11 |
| Lobos BUAP        | 10 | 3  | 7  | 8  | 10 | 13 | 15 | 16 | 13 | 10 | 10 | 10 | 11 | 10 | 12 |
| Murciélagos       | 16 | 16 | 16 | 16 | 16 | 16 | 16 | 14 | 16 | 16 | 16 | 13 | 13 | 13 | 13 |
| Zacatepec         | 15 | 14 | 15 | 14 | 11 | 8  | 11 | 11 | 10 | 11 | 12 | 12 | 14 | 14 | 14 |
| Atlético San Luis | 13 | 15 | 14 | 15 | 15 | 15 | 14 | 15 | 12 | 14 | 14 | 15 | 15 | 15 | 15 |
| Cimarrones        | 9  | 11 | 12 | 6  | 9  | 11 | 9  | 10 | 11 | 15 | 15 | 16 | 16 | 16 | 16 |

## Tabla de Cocientes
En este año futbolístico no hubo descenso para expandir la cantidad de equipos en la división para el siguiente año futbolístico.
| Pos. | Equipo                   | A-2013       | C-2014       | A-2014  | C-2015  | A-2015 | C-2016 | Puntos | PJ | Dif. | Cociente |
| ---- | ------------------------ | ------------ | ------------ | ------- | ------- | ------ | ------ | ------ | -- | ---- | -------- |
| 1.   | Leones Negros            | Liga MX      | Liga MX      | Liga MX | Liga MX | 21     | 29     | 50     | 30 | +16  | 1.6667   |
| 2.   | Juárez                   | -            | -            | -       | -       | 29     | 20     | 49     | 30 | +11  | 1.6333   |
| 3.   | Necaxa                   | 25           | 22           | 21      | 21      | 20     | 28     | 137    | 84 | +27  | 1.6310   |
| 4.   | Correcaminos UAT         | 22           | 29           | 24      | 20      | 13     | 22     | 130    | 84 | +3   | 1.5476   |
| 5.   | Zacatecas                | 16           | 24           | 25      | 18      | 24     | 22     | 129    | 84 | +25  | 1.5357   |
| 6.   | Oaxaca                   | 25           | 21           | 15      | 20      | 25     | 21     | 127    | 84 | +18  | 1.5119   |
| 7.   | Coras                    | Liga Premier | Liga Premier | 27      | 18      | 20     | 19     | 84     | 56 | +7   | 1.5000   |
| 8.   | Lobos BUAP               | 17           | 19           | 20      | 22      | 29     | 18     | 125    | 84 | +14  | 1.4881   |
| 9.   | Atlante                  | Liga MX      | Liga MX      | 21      | 13      | 23     | 25     | 82     | 56 | +11  | 1.4643   |
| 10.  | Cafetaleros de Tapachula | 18           | 12           | 21      | 14      | 22     | 27     | 114    | 84 | −16  | 1.3571   |
| 11.  | Atlético de San Luis     | 22           | 15           | 17      | 24      | 21     | 11     | 110    | 84 | 0    | 1.3095   |
| 12.  | Venados                  | 23           | 18           | 9       | 22      | 15     | 20     | 107    | 84 | +4   | 1.2738   |
| 13.  | Murciélagos              | 13           | 15           | 12      | 16      | 24     | 16     | 96     | 84 | −42  | 1.1429   |
| 14.  | Zacatepec                | 17           | 18           | 18      | 12      | 13     | 13     | 91     | 84 | −21  | 1.0833   |
| 15.  | Celaya                   | 14           | 14           | 6       | 10      | 20     | 26     | 90     | 84 | −33  | 1.0714   |
| 16.  | Cimarrones               | -            | -            | -       | -       | 8      | 10     | 18     | 30 | −22  | 0.6000   |

## Liguilla
|  | Cuartos de final                                       | Cuartos de final                                       | Cuartos de final                                       | Cuartos de final                                       | Cuartos de final                                       |   |   | Semifinales                                                             | Semifinales                                                             | Semifinales                                                             | Semifinales                                                             | Semifinales                                                             |  |   | Final                                              | Final                                              | Final                                              | Final                                              | Final                                              |  |
|  | 20 de abril de 2016 (ida) 23 de abril de 2016 (vuelta) | 20 de abril de 2016 (ida) 23 de abril de 2016 (vuelta) | 20 de abril de 2016 (ida) 23 de abril de 2016 (vuelta) | 20 de abril de 2016 (ida) 23 de abril de 2016 (vuelta) | 20 de abril de 2016 (ida) 23 de abril de 2016 (vuelta) |   |   | 27 y 28 de abril de 2016 (ida) 30 de abril y 1 de mayo de 2016 (vuelta) | 27 y 28 de abril de 2016 (ida) 30 de abril y 1 de mayo de 2016 (vuelta) | 27 y 28 de abril de 2016 (ida) 30 de abril y 1 de mayo de 2016 (vuelta) | 27 y 28 de abril de 2016 (ida) 30 de abril y 1 de mayo de 2016 (vuelta) | 27 y 28 de abril de 2016 (ida) 30 de abril y 1 de mayo de 2016 (vuelta) |  |   | 4 de mayo de 2016 (ida) 7 de mayo de 2016 (vuelta) | 4 de mayo de 2016 (ida) 7 de mayo de 2016 (vuelta) | 4 de mayo de 2016 (ida) 7 de mayo de 2016 (vuelta) | 4 de mayo de 2016 (ida) 7 de mayo de 2016 (vuelta) | 4 de mayo de 2016 (ida) 7 de mayo de 2016 (vuelta) |  |
|  |                                                        |                                                        |                                                        |                                                        |                                                        |   |   |                                                                         |                                                                         |                                                                         |                                                                         |                                                                         |  |   |                                                    |                                                    |                                                    |                                                    |                                                    |  |
|  |                                                        |                                                        |                                                        |                                                        |                                                        |   |   |                                                                         |                                                                         |                                                                         |                                                                         |                                                                         |  |   |                                                    |                                                    |                                                    |                                                    |                                                    |  |
|  | 2                                                      | Necaxa                                                 | 1                                                      | 1                                                      | 2                                                      |   |   |                                                                         |                                                                         |                                                                         |                                                                         |                                                                         |  |   |                                                    |                                                    |                                                    |                                                    |                                                    |  |
|  | 2                                                      | Necaxa                                                 | 1                                                      | 1                                                      | 2                                                      |   |   |                                                                         |                                                                         |                                                                         |                                                                         |                                                                         |  |   |                                                    |                                                    |                                                    |                                                    |                                                    |  |
|  | 7                                                      | Correcaminos UAT                                       | 0                                                      | 1                                                      | 1                                                      |   |   |                                                                         |                                                                         |                                                                         |                                                                         |                                                                         |  |   |                                                    |                                                    |                                                    |                                                    |                                                    |  |
|  | 7                                                      | Correcaminos UAT                                       | 0                                                      | 1                                                      | 1                                                      |   | 2 | Necaxa                                                                  | 2                                                                       | 3                                                                       | 5                                                                       |                                                                         |  |   |                                                    |                                                    |                                                    |                                                    |                                                    |  |
|  |                                                        |                                                        |                                                        |                                                        |                                                        |   | 2 | Necaxa                                                                  | 2                                                                       | 3                                                                       | 5                                                                       |                                                                         |  |   |                                                    |                                                    |                                                    |                                                    |                                                    |  |
|  |                                                        |                                                        | 5                                                      | Atlante                                                | 1                                                      | 2 | 3 |                                                                         |                                                                         |                                                                         |                                                                         |                                                                         |  |   |                                                    |                                                    |                                                    |                                                    |                                                    |  |
|  | 4                                                      | Celaya                                                 | 5                                                      | Atlante                                                | 1                                                      | 2 | 3 | 1                                                                       | 0                                                                       | 1                                                                       |                                                                         |                                                                         |  |   |                                                    |                                                    |                                                    |                                                    |                                                    |  |
|  | 4                                                      | Celaya                                                 |                                                        |                                                        |                                                        |   |   |                                                                         |                                                                         | 1                                                                       |                                                                         |                                                                         |  |   |                                                    |                                                    |                                                    |                                                    |                                                    |  |
|  | 5                                                      | Atlante                                                | 0                                                      | 2                                                      | 2                                                      |   |   |                                                                         |                                                                         |                                                                         |                                                                         |                                                                         |  |   |                                                    |                                                    |                                                    |                                                    |                                                    |  |
|  | 5                                                      | Atlante                                                | 0                                                      | 2                                                      | 2                                                      |   |   |                                                                         |                                                                         |                                                                         |                                                                         |                                                                         |  | 2 | Necaxa                                             | 2                                                  | 0                                                  | 2                                                  |                                                    |  |
|  |                                                        |                                                        |                                                        |                                                        |                                                        |   |   |                                                                         |                                                                         |                                                                         |                                                                         |                                                                         |  | 2 | Necaxa                                             | 2                                                  | 0                                                  | 2                                                  |                                                    |  |
|  |                                                        |                                                        | 6                                                      | Mineros de Zacatecas                                   | 0                                                      | 0 | 0 |                                                                         |                                                                         |                                                                         |                                                                         |                                                                         |  |   |                                                    |                                                    |                                                    |                                                    |                                                    |  |
|  |                                                        |                                                        | 6                                                      | Mineros de Zacatecas                                   | 0                                                      | 0 | 0 |                                                                         |                                                                         |                                                                         |                                                                         |                                                                         |  |   |                                                    |                                                    |                                                    |                                                    |                                                    |  |
|  |                                                        |                                                        |                                                        |                                                        |                                                        |   |   |                                                                         |                                                                         |                                                                         |                                                                         |                                                                         |  |   |                                                    |                                                    |                                                    |                                                    |                                                    |  |
|  |                                                        |                                                        |                                                        |                                                        |                                                        |   |   |                                                                         |                                                                         |                                                                         |                                                                         |                                                                         |  |   |                                                    |                                                    |                                                    |                                                    |                                                    |  |
|  |                                                        | 1                                                      | Leones Negros                                          | 1                                                      | 1                                                      | 2 |   |                                                                         |                                                                         |                                                                         |                                                                         |                                                                         |  |   |                                                    |                                                    |                                                    |                                                    |                                                    |  |
|  |                                                        |                                                        |                                                        |                                                        |                                                        | 2 |   |                                                                         |                                                                         |                                                                         |                                                                         |                                                                         |  |   |                                                    |                                                    |                                                    |                                                    |                                                    |  |
|  |                                                        |                                                        | 6                                                      | Mineros de Zacatecas                                   | 1                                                      | 2 | 3 |                                                                         |                                                                         |                                                                         |                                                                         |                                                                         |  |   |                                                    |                                                    |                                                    |                                                    |                                                    |  |
|  | 3                                                      | Cafetaleros de Tapachula                               | 6                                                      | Mineros de Zacatecas                                   | 1                                                      | 2 | 3 | 1                                                                       | 1                                                                       | 2                                                                       |                                                                         |                                                                         |  |   |                                                    |                                                    |                                                    |                                                    |                                                    |  |
|  | 3                                                      | Cafetaleros de Tapachula                               |                                                        |                                                        |                                                        |   |   |                                                                         |                                                                         | 2                                                                       |                                                                         |                                                                         |  |   |                                                    |                                                    |                                                    |                                                    |                                                    |  |
|  | 6                                                      | Mineros de Zacatecas                                   | 2                                                      | 1                                                      | 3                                                      |   |   |                                                                         |                                                                         |                                                                         |                                                                         |                                                                         |  |   |                                                    |                                                    |                                                    |                                                    |                                                    |  |
|  | 6                                                      | Mineros de Zacatecas                                   | 2                                                      | 1                                                      | 3                                                      |   |   |                                                                         |                                                                         |                                                                         |                                                                         |                                                                         |  |   |                                                    |                                                    |                                                    |                                                    |                                                    |  |
|  |                                                        |                                                        |                                                        |                                                        |                                                        |   |   |                                                                         |                                                                         |                                                                         |                                                                         |                                                                         |  |   |                                                    |                                                    |                                                    |                                                    |                                                    |  |

- Necaxa, campeón de este torneo, se enfrentó al FC Juárez, campeón del Apertura 2015, en la Final de Ascenso 2015-16.

### Cuartos de final

#### Necaxa-Correcaminos
| 20 de abril de 2016, 18:30 | Correcaminos Archivo:Correcaminos UAT.png | 0:1 (0:1) | Necaxa     | Estadio Marte R. Gómez, Ciudad Victoria                 |                                                         |
|                            |                                           | Reporte   | Prieto 11' | Asistencia: 5 955 espectadores Árbitro(s): Mario Vargas | Asistencia: 5 955 espectadores Árbitro(s): Mario Vargas |

| 23 de abril de 2016, 19:45                    | Necaxa     | 1:1 (1:0) | Archivo:Correcaminos UAT.png Correcaminos | Estadio Victoria, Aguascalientes                        |                                                         |
|                                               | Prieto 36' | Reporte   | Guzmán 64'                                | Asistencia: 10 706 espectadores Árbitro(s): Oscar Mejia | Asistencia: 10 706 espectadores Árbitro(s): Oscar Mejia |
| Necaxa avanza a semifinales con global de 2-1 |            |           |                                           |                                                         |                                                         |

#### Tapachula-Zacatecas
| 20 de abril de 2016, 21:15 | Zacatecas     | 2:1 (0:0) | Tapachula | Estadio Francisco Villa, Zacatecas                      |                                                         |
|                            | Nurse 50' 71' | Reporte   | Ayoví 66' | Asistencia: 8 685 espectadores Árbitro(s): Uriel Olvera | Asistencia: 8 685 espectadores Árbitro(s): Uriel Olvera |

| 23 de abril de 2016, 18:00                       | Tapachula | 1:1 (0:1) | Zacatecas | Estadio Olímpico de Tapachula, Tapachula                       |                                                                |
|                                                  | Costa 56' | Reporte   | Nurse 29' | Asistencia: 12 477 espectadores Árbitro(s): Jonathan Hernández | Asistencia: 12 477 espectadores Árbitro(s): Jonathan Hernández |
| Zacatecas avanza a semifinales con global de 3-2 |           |           |           |                                                                |                                                                |

#### Celaya-Atlante
| 20 de abril de 2016, 19:45 | Atlante | 0:1 (0:1) | Celaya        | Estadio Olímpico Andrés Quintana Roo, Cancún              |                                                           |
|                            |         | Reporte   | Domínguez 41' | Asistencia: 3 385 espectadores Árbitro(s): Adalid Maganda | Asistencia: 3 385 espectadores Árbitro(s): Adalid Maganda |

| 23 de abril de 2016, 21:15                     | Celaya | 0:2 (0:0) | Atlante                         | Estadio Miguel Alemán Valdés, Celaya                     |                                                          |
|                                                |        | Reporte   | Garcés 49' · Galeana 53' (a.g.) | Asistencia: 19 500 espectadores Árbitro(s): Angel Monroy | Asistencia: 19 500 espectadores Árbitro(s): Angel Monroy |
| Atlante avanza a semifinales con global de 2-1 |        |           |                                 |                                                          |                                                          |

### Semifinales

#### Leones Negros-Zacatecas
| 28 de abril de 2016, 21:00 | Zacatecas       | 1:1 (1:1) | Leones Negros | Estadio Francisco Villa, Zacatecas                       |                                                          |
|                            | Maya 34' (pen.) | Reporte   | Mora 16'      | Asistencia: 13 905 espectadores Árbitro(s): Mario Vargas | Asistencia: 13 905 espectadores Árbitro(s): Mario Vargas |

| 1 de mayo de 2016, 12:00 -                            | Leones Negros | 1:2 (1:1) | Zacatecas     | Estadio Jalisco, Guadalajara                             |                                                          |
|                                                       | Mora 31'      | Reporte   | Nurse 30' 85' | Asistencia: 32 106 espectadores Árbitro(s): Uriel Olvera | Asistencia: 32 106 espectadores Árbitro(s): Uriel Olvera |
| Zacatecas avanza a su primera final con global de 3-2 |               |           |               |                                                          |                                                          |

#### Necaxa-Atlante
| 27 de abril de 2016, 20:00 | Atlante     | 1:2 (0:0) | Necaxa                            | Estadio Olímpico Andrés Quintana Roo, Cancún            |                                                         |
|                            | López 90+3' | Reporte   | Marroquín 49' (a.g.) · Prieto 67' | Asistencia: 10 279 espectadores Árbitro(s): Óscar Mejia | Asistencia: 10 279 espectadores Árbitro(s): Óscar Mejia |

| 30 de abril de 2016, 20:00                 | Necaxa                                 | 3:2 (0:0) | Atlante                         | Estadio Victoria, Aguascalientes                         |                                                          |
|                                            | Prieto 57' · Barraza 62' · Isijara 68' | Reporte   | Acosta 48' (pen.) · Uscanga 81' | Asistencia: 16 950 espectadores Árbitro(s): Ángel Monroy | Asistencia: 16 950 espectadores Árbitro(s): Ángel Monroy |
| Necaxa avanza a la final con global de 5-3 |                                        |           |                                 |                                                          |                                                          |

### Final

#### Necaxa-Zacatecas
| 4 de mayo de 2016, 21:00 | Zacatecas | 0:2 (0:0) | Necaxa                     | Estadio Francisco Villa, Zacatecas                             |                                                                |
|                          |           | Reporte   | Gallegos 50' · Isijara 63' | Asistencia: 13 906 espectadores Árbitro(s): Jonathan Hernández | Asistencia: 13 906 espectadores Árbitro(s): Jonathan Hernández |

| 7 de mayo de 2016, 20:00                                     | Necaxa | 0:0 (0:0) | Zacatecas | Estadio Victoria, Aguascalientes                        |  |
|                                                              |        |           |           | Asistencia: 21 333 espectadores Árbitro(s): Oscar Mejia |  |
| Necaxa es campeón del Torneo Clausura 2016 con global de 2-0 |        |           |           |                                                         |  |

#### Final - Ida
| 1     | POR   | Carlos Velásquez    |     |
| 3     | DEF   | Arturo Ortíz        |     |
| 5     | DEF   | Heriberto Olvera    | 67' |
| 6     | DEF   | Luis Delgado        |     |
| 22    | DEF   | Santiago Echeverría |     |
| 8     | MED   | Fernando Madrigal   |     |
| 18    | MED   | Noé Maya            |     |
| 19    | MED   | Mauro Laínez        | 67' |
| 10    | DEL   | Raul Enríquez       | 78' |
| 20    | DEL   | Roberto Nurse       |     |
| 23    | DEL   | Christian López     |     |
| D. T. | D. T. | Ricardo Rayas       |     |

| 25    | POR   | Yosgart Gutiérrez |     |
| 2     | DEF   | Brayan Beckeles   |     |
| 3     | DEF   | Marcos González   |     |
| 13    | DEF   | Erik Vera         |     |
| 33    | DEF   | Mario de Luna     |     |
| 7     | MED   | Michel García     |     |
| 11    | MED   | Jesús Isijara     | 78' |
| 28    | MED   | Xavier Báez       |     |
| 9     | DEL   | Rodrigo Prieto    | 73' |
| 17    | DEL   | Jahir Barraza     | 87' |
| 18    | DEL   | Luis Gallegos     |     |
| D. T. | D. T. | Alfonso Sosa      |     |

| 17 | Centrocampista | Daniel Cisneros | 67' |
| 21 | Centrocampista | Edgar Villegas  | 67' |
| 9  | Delantero      | Sergio Santana  | 78' |

| 10 | Delantero      | Oscar Fernández | 73' |
| 20 | Centrocampista | Jesús Gómez     | 78' |
| 14 | Delantero      | Kevin Chaurand  | 87' |

| 50' · 63' | Luis Felipe Gallegos Jesús Isijara | 0:1 0:2 |

| 54' | Raul Enriquez |

| 33' | Erik Vera |

| Principal  | Jonathan Hernández Juárez |
| Asistentes | Eduardo Acosta            |
|            | Mayte Chávez              |
| Cuarto     | Uriel Olvera              |

|                    |   |   |
| Tiros              | - | - |
| Tiros a puerta     | - | - |
| Faltas             | - | - |
| Saques de esquina  | - | - |
| Penaltis           | - | - |
| Fueras de juego    | - | - |
| Posesión del balón | % | % |

| Alineación inicial |

| 1     | POR   | Carlos Velásquez    |     |
| 3     | DEF   | Arturo Ortíz        |     |
| 5     | DEF   | Heriberto Olvera    | 67' |
| 6     | DEF   | Luis Delgado        |     |
| 22    | DEF   | Santiago Echeverría |     |
| 8     | MED   | Fernando Madrigal   |     |
| 18    | MED   | Noé Maya            |     |
| 19    | MED   | Mauro Laínez        | 67' |
| 10    | DEL   | Raul Enríquez       | 78' |
| 20    | DEL   | Roberto Nurse       |     |
| 23    | DEL   | Christian López     |     |
| D. T. | D. T. | Ricardo Rayas       |     |

| 25    | POR   | Yosgart Gutiérrez |     |
| 2     | DEF   | Brayan Beckeles   |     |
| 3     | DEF   | Marcos González   |     |
| 13    | DEF   | Erik Vera         |     |
| 33    | DEF   | Mario de Luna     |     |
| 7     | MED   | Michel García     |     |
| 11    | MED   | Jesús Isijara     | 78' |
| 28    | MED   | Xavier Báez       |     |
| 9     | DEL   | Rodrigo Prieto    | 73' |
| 17    | DEL   | Jahir Barraza     | 87' |
| 18    | DEL   | Luis Gallegos     |     |
| D. T. | D. T. | Alfonso Sosa      |     |

| 17 | Centrocampista | Daniel Cisneros | 67' |
| 21 | Centrocampista | Edgar Villegas  | 67' |
| 9  | Delantero      | Sergio Santana  | 78' |

| 10 | Delantero      | Oscar Fernández | 73' |
| 20 | Centrocampista | Jesús Gómez     | 78' |
| 14 | Delantero      | Kevin Chaurand  | 87' |

| 50' · 63' | Luis Felipe Gallegos Jesús Isijara | 0:1 0:2 |

| 54' | Raul Enriquez |

| 33' | Erik Vera |

| Principal  | Jonathan Hernández Juárez |
| Asistentes | Eduardo Acosta            |
|            | Mayte Chávez              |
| Cuarto     | Uriel Olvera              |

|                    |   |   |
| Tiros              | - | - |
| Tiros a puerta     | - | - |
| Faltas             | - | - |
| Saques de esquina  | - | - |
| Penaltis           | - | - |
| Fueras de juego    | - | - |
| Posesión del balón | % | % |

| Alineación inicial |

| 1     | POR   | Carlos Velásquez    |     |
| 3     | DEF   | Arturo Ortíz        |     |
| 5     | DEF   | Heriberto Olvera    | 67' |
| 6     | DEF   | Luis Delgado        |     |
| 22    | DEF   | Santiago Echeverría |     |
| 8     | MED   | Fernando Madrigal   |     |
| 18    | MED   | Noé Maya            |     |
| 19    | MED   | Mauro Laínez        | 67' |
| 10    | DEL   | Raul Enríquez       | 78' |
| 20    | DEL   | Roberto Nurse       |     |
| 23    | DEL   | Christian López     |     |
| D. T. | D. T. | Ricardo Rayas       |     |

| 25    | POR   | Yosgart Gutiérrez |     |
| 2     | DEF   | Brayan Beckeles   |     |
| 3     | DEF   | Marcos González   |     |
| 13    | DEF   | Erik Vera         |     |
| 33    | DEF   | Mario de Luna     |     |
| 7     | MED   | Michel García     |     |
| 11    | MED   | Jesús Isijara     | 78' |
| 28    | MED   | Xavier Báez       |     |
| 9     | DEL   | Rodrigo Prieto    | 73' |
| 17    | DEL   | Jahir Barraza     | 87' |
| 18    | DEL   | Luis Gallegos     |     |
| D. T. | D. T. | Alfonso Sosa      |     |

| 17 | Centrocampista | Daniel Cisneros | 67' |
| 21 | Centrocampista | Edgar Villegas  | 67' |
| 9  | Delantero      | Sergio Santana  | 78' |

| 10 | Delantero      | Oscar Fernández | 73' |
| 20 | Centrocampista | Jesús Gómez     | 78' |
| 14 | Delantero      | Kevin Chaurand  | 87' |

| 50' · 63' | Luis Felipe Gallegos Jesús Isijara | 0:1 0:2 |

| 54' | Raul Enriquez |

| 33' | Erik Vera |

| Principal  | Jonathan Hernández Juárez |
| Asistentes | Eduardo Acosta            |
|            | Mayte Chávez              |
| Cuarto     | Uriel Olvera              |

|                    |   |   |
| Tiros              | - | - |
| Tiros a puerta     | - | - |
| Faltas             | - | - |
| Saques de esquina  | - | - |
| Penaltis           | - | - |
| Fueras de juego    | - | - |
| Posesión del balón | % | % |

| Alineación inicial |

| 1     | POR   | Carlos Velásquez    |     |
| 3     | DEF   | Arturo Ortíz        |     |
| 5     | DEF   | Heriberto Olvera    | 67' |
| 6     | DEF   | Luis Delgado        |     |
| 22    | DEF   | Santiago Echeverría |     |
| 8     | MED   | Fernando Madrigal   |     |
| 18    | MED   | Noé Maya            |     |
| 19    | MED   | Mauro Laínez        | 67' |
| 10    | DEL   | Raul Enríquez       | 78' |
| 20    | DEL   | Roberto Nurse       |     |
| 23    | DEL   | Christian López     |     |
| D. T. | D. T. | Ricardo Rayas       |     |

| 25    | POR   | Yosgart Gutiérrez |     |
| 2     | DEF   | Brayan Beckeles   |     |
| 3     | DEF   | Marcos González   |     |
| 13    | DEF   | Erik Vera         |     |
| 33    | DEF   | Mario de Luna     |     |
| 7     | MED   | Michel García     |     |
| 11    | MED   | Jesús Isijara     | 78' |
| 28    | MED   | Xavier Báez       |     |
| 9     | DEL   | Rodrigo Prieto    | 73' |
| 17    | DEL   | Jahir Barraza     | 87' |
| 18    | DEL   | Luis Gallegos     |     |
| D. T. | D. T. | Alfonso Sosa      |     |

| 17 | Centrocampista | Daniel Cisneros | 67' |
| 21 | Centrocampista | Edgar Villegas  | 67' |
| 9  | Delantero      | Sergio Santana  | 78' |

| 10 | Delantero      | Oscar Fernández | 73' |
| 20 | Centrocampista | Jesús Gómez     | 78' |
| 14 | Delantero      | Kevin Chaurand  | 87' |

| 50' · 63' | Luis Felipe Gallegos Jesús Isijara | 0:1 0:2 |

| 54' | Raul Enriquez |

| 33' | Erik Vera |

| Principal  | Jonathan Hernández Juárez |
| Asistentes | Eduardo Acosta            |
|            | Mayte Chávez              |
| Cuarto     | Uriel Olvera              |

|                    |   |   |
| Tiros              | - | - |
| Tiros a puerta     | - | - |
| Faltas             | - | - |
| Saques de esquina  | - | - |
| Penaltis           | - | - |
| Fueras de juego    | - | - |
| Posesión del balón | % | % |

| Alineación inicial |

#### Final - Vuelta
| 25    | POR   | Yosgart Gutiérrez    |     |
| 3     | DEF   | Marcos González      |     |
| 2     | DEF   | Brayan Beckeles      |     |
| 25    | DEF   | Mario de Luna        |     |
| 13    | DEF   | Erik Vera            |     |
| 7     | MED   | Michel García        |     |
| 28    | MED   | Xavier Báez          |     |
| 11    | MED   | Jesús Isijara        | 87' |
| 17    | MED   | Jahir Barraza        |     |
| 9     | DEL   | Rodrigo Prieto       | 65' |
| 18    | DEL   | Luis Felipe Gallegos | 51' |
| D. T. | D. T. | Alfonso Sosa         |     |

| 1     | POR   | Carlos Velásquez    |     |
| 22    | DEF   | Santiago Echeverría |     |
| 6     | DEF   | Luis Delgado        |     |
| 3     | DEF   | Arturo Ortíz        | 73' |
| 18    | DEF   | Noé Maya            |     |
| 8     | MED   | Fernando Madrigal   |     |
| 17    | MED   | Daniel Cisneros     |     |
| 10    | MED   | Raúl Enríquez       |     |
| 23    | MED   | Christian López     | 85' |
| 20    | DEL   | Roberto Nurse       |     |
| 7     | DEL   | Yamilson Rivera     | 65' |
| D. T. | D. T. | Ricardo Rayas       |     |

| 20 | Centrocampista | Jesús Gómez     | 51' |
| 10 | Delantero      | Oscar Fernández | 65' |
| 4  | Delantero      | Luis Padilla    | 87' |

| 9  | Delantero      | Sergio Santana | 65' |
| 21 | Centrocampista | Edgar Villegas | 73' |
| 14 | Defensa        | José Esquivel  | 85' |

| 43' | Luis Gallegos |

| 60' · 63' · 66' | Christian López Santiago Echeverría Arturo Ortíz |

| Principal  | Oscar Mejia García |
| Asistentes | Edgar Magdaleno    |
|            | Enedina Caudillo   |
| Cuarto     | Angel Monroy Bello |

|                    |   |   |
| Tiros              | - | - |
| Tiros a puerta     | - | - |
| Faltas             | - | - |
| Saques de esquina  | - | - |
| Penaltis           | - | - |
| Fueras de juego    | - | - |
| Posesión del balón | % | % |

| Alineación inicial |

| 25    | POR   | Yosgart Gutiérrez    |     |
| 3     | DEF   | Marcos González      |     |
| 2     | DEF   | Brayan Beckeles      |     |
| 25    | DEF   | Mario de Luna        |     |
| 13    | DEF   | Erik Vera            |     |
| 7     | MED   | Michel García        |     |
| 28    | MED   | Xavier Báez          |     |
| 11    | MED   | Jesús Isijara        | 87' |
| 17    | MED   | Jahir Barraza        |     |
| 9     | DEL   | Rodrigo Prieto       | 65' |
| 18    | DEL   | Luis Felipe Gallegos | 51' |
| D. T. | D. T. | Alfonso Sosa         |     |

| 1     | POR   | Carlos Velásquez    |     |
| 22    | DEF   | Santiago Echeverría |     |
| 6     | DEF   | Luis Delgado        |     |
| 3     | DEF   | Arturo Ortíz        | 73' |
| 18    | DEF   | Noé Maya            |     |
| 8     | MED   | Fernando Madrigal   |     |
| 17    | MED   | Daniel Cisneros     |     |
| 10    | MED   | Raúl Enríquez       |     |
| 23    | MED   | Christian López     | 85' |
| 20    | DEL   | Roberto Nurse       |     |
| 7     | DEL   | Yamilson Rivera     | 65' |
| D. T. | D. T. | Ricardo Rayas       |     |

| 20 | Centrocampista | Jesús Gómez     | 51' |
| 10 | Delantero      | Oscar Fernández | 65' |
| 4  | Delantero      | Luis Padilla    | 87' |

| 9  | Delantero      | Sergio Santana | 65' |
| 21 | Centrocampista | Edgar Villegas | 73' |
| 14 | Defensa        | José Esquivel  | 85' |

| 43' | Luis Gallegos |

| 60' · 63' · 66' | Christian López Santiago Echeverría Arturo Ortíz |

| Principal  | Oscar Mejia García |
| Asistentes | Edgar Magdaleno    |
|            | Enedina Caudillo   |
| Cuarto     | Angel Monroy Bello |

|                    |   |   |
| Tiros              | - | - |
| Tiros a puerta     | - | - |
| Faltas             | - | - |
| Saques de esquina  | - | - |
| Penaltis           | - | - |
| Fueras de juego    | - | - |
| Posesión del balón | % | % |

| Alineación inicial |

| 25    | POR   | Yosgart Gutiérrez    |     |
| 3     | DEF   | Marcos González      |     |
| 2     | DEF   | Brayan Beckeles      |     |
| 25    | DEF   | Mario de Luna        |     |
| 13    | DEF   | Erik Vera            |     |
| 7     | MED   | Michel García        |     |
| 28    | MED   | Xavier Báez          |     |
| 11    | MED   | Jesús Isijara        | 87' |
| 17    | MED   | Jahir Barraza        |     |
| 9     | DEL   | Rodrigo Prieto       | 65' |
| 18    | DEL   | Luis Felipe Gallegos | 51' |
| D. T. | D. T. | Alfonso Sosa         |     |

| 1     | POR   | Carlos Velásquez    |     |
| 22    | DEF   | Santiago Echeverría |     |
| 6     | DEF   | Luis Delgado        |     |
| 3     | DEF   | Arturo Ortíz        | 73' |
| 18    | DEF   | Noé Maya            |     |
| 8     | MED   | Fernando Madrigal   |     |
| 17    | MED   | Daniel Cisneros     |     |
| 10    | MED   | Raúl Enríquez       |     |
| 23    | MED   | Christian López     | 85' |
| 20    | DEL   | Roberto Nurse       |     |
| 7     | DEL   | Yamilson Rivera     | 65' |
| D. T. | D. T. | Ricardo Rayas       |     |

| 20 | Centrocampista | Jesús Gómez     | 51' |
| 10 | Delantero      | Oscar Fernández | 65' |
| 4  | Delantero      | Luis Padilla    | 87' |

| 9  | Delantero      | Sergio Santana | 65' |
| 21 | Centrocampista | Edgar Villegas | 73' |
| 14 | Defensa        | José Esquivel  | 85' |

| 43' | Luis Gallegos |

| 60' · 63' · 66' | Christian López Santiago Echeverría Arturo Ortíz |

| Principal  | Oscar Mejia García |
| Asistentes | Edgar Magdaleno    |
|            | Enedina Caudillo   |
| Cuarto     | Angel Monroy Bello |

|                    |   |   |
| Tiros              | - | - |
| Tiros a puerta     | - | - |
| Faltas             | - | - |
| Saques de esquina  | - | - |
| Penaltis           | - | - |
| Fueras de juego    | - | - |
| Posesión del balón | % | % |

| Alineación inicial |

| 25    | POR   | Yosgart Gutiérrez    |     |
| 3     | DEF   | Marcos González      |     |
| 2     | DEF   | Brayan Beckeles      |     |
| 25    | DEF   | Mario de Luna        |     |
| 13    | DEF   | Erik Vera            |     |
| 7     | MED   | Michel García        |     |
| 28    | MED   | Xavier Báez          |     |
| 11    | MED   | Jesús Isijara        | 87' |
| 17    | MED   | Jahir Barraza        |     |
| 9     | DEL   | Rodrigo Prieto       | 65' |
| 18    | DEL   | Luis Felipe Gallegos | 51' |
| D. T. | D. T. | Alfonso Sosa         |     |

| 1     | POR   | Carlos Velásquez    |     |
| 22    | DEF   | Santiago Echeverría |     |
| 6     | DEF   | Luis Delgado        |     |
| 3     | DEF   | Arturo Ortíz        | 73' |
| 18    | DEF   | Noé Maya            |     |
| 8     | MED   | Fernando Madrigal   |     |
| 17    | MED   | Daniel Cisneros     |     |
| 10    | MED   | Raúl Enríquez       |     |
| 23    | MED   | Christian López     | 85' |
| 20    | DEL   | Roberto Nurse       |     |
| 7     | DEL   | Yamilson Rivera     | 65' |
| D. T. | D. T. | Ricardo Rayas       |     |

| 20 | Centrocampista | Jesús Gómez     | 51' |
| 10 | Delantero      | Oscar Fernández | 65' |
| 4  | Delantero      | Luis Padilla    | 87' |

| 9  | Delantero      | Sergio Santana | 65' |
| 21 | Centrocampista | Edgar Villegas | 73' |
| 14 | Defensa        | José Esquivel  | 85' |

| 43' | Luis Gallegos |

| 60' · 63' · 66' | Christian López Santiago Echeverría Arturo Ortíz |

| Principal  | Oscar Mejia García |
| Asistentes | Edgar Magdaleno    |
|            | Enedina Caudillo   |
| Cuarto     | Angel Monroy Bello |

|                    |   |   |
| Tiros              | - | - |
| Tiros a puerta     | - | - |
| Faltas             | - | - |
| Saques de esquina  | - | - |
| Penaltis           | - | - |
| Fueras de juego    | - | - |
| Posesión del balón | % | % |

| Alineación inicial |

| Campeón Clausura 2016 |
| --------------------- |
|                       |
| Necaxa                |
| 4° Título             |

## Estadísticas

### Máximos goleadores
Lista con los máximos goleadores del Ascenso Bancomer MX, * Datos según la página oficial de la competición Archivado el 26 de julio de 2015 en Wayback Machine..
| Pos. | Jugador               | Equipo     | Goles | Goles Penal | Minutos Jugados |
| ---- | --------------------- | ---------- | ----- | ----------- | --------------- |
| 1.º  | Ismael Valadéz        | Tapachula  | 10    | 1           | 1314            |
| 2.º  | Diego Jiménez         | Lobos BUAP | 8     | 0           | 1300            |
| 3.º  | Pablo Olivera         | U. de G.   | 7     | 0           | 1058            |
| 4.º  | Leandro Carrijo Silva | Juárez     | 7     | 0           | 1257            |
| 5.º  | Juan Anangonó         | U. de G.   | 6     | 0           | 507             |
| 6.º  | Jahir Barraza         | Necaxa     | 6     | 0           | 1067            |
| 7.º  | Rodrigo Prieto        | Necaxa     | 6     | 0           | 1071            |
| 8.º  | Alfredo Moreno        | Celaya     | 6     | 0           | 1073            |
| 9.º  | Gabriel Hachen        | Atlante    | 6     | 0           | 1172            |
| 10.º | Roberto Nurse         | Zacatecas  | 6     | 0           | 1260            |

### Clasificación Juego Limpio
| Lugar                                | Club                                          | Tarjeta amarilla | Segunda tarjeta amarilla y expulsión · Segunda tarjeta amarilla y expulsión | Tarjeta roja directa | Puntos   |          |
| ------------------------------------ | --------------------------------------------- | ---------------- | --------------------------------------------------------------------------- | -------------------- | -------- | -------- |
| 1                                    | Cimarrones                                    | 32               | 1                                                                           | 0                    | 35       |          |
| 2                                    | Archivo:Correcaminos UAT.png Correcaminos UAT | 36               | 0                                                                           | 0                    | 36       |          |
| 2                                    | Juárez                                        | 36               | 0                                                                           | 0                    | 36       |          |
| 4                                    | Celaya                                        | 38               | 0                                                                           | 0                    | 38       |          |
| 5                                    | Necaxa                                        | 27               | 1                                                                           | 3                    | 39       |          |
| 5                                    | Venados                                       | 33               | 0                                                                           | 2                    | 39       |          |
| 7                                    | Zacatecas                                     | 28               | 1                                                                           | 3                    | 40       |          |
| 8                                    | Oaxaca                                        | 34               | 1                                                                           | 2                    | 43       |          |
| 9                                    | Atlante                                       | 35               | 3                                                                           | 0                    | 44       |          |
| 9                                    | Lobos BUAP                                    | 35               | 2                                                                           | 1                    | 44       |          |
| 11                                   | Zacatepec                                     | 36               | 1                                                                           | 2                    | 45       |          |
| 12                                   | Tepic                                         | 36               | 3                                                                           | 1                    | 48       |          |
| 12                                   | Murciélagos                                   | 42               | 0                                                                           | 2                    | 48       |          |
| 14                                   | U. de G.                                      | 31               | 1                                                                           | 6                    | 52       |          |
| 15                                   | Tapachula                                     | 46               | 1                                                                           | 3                    | 58       |          |
| 16                                   | Atl. San Luis                                 | 45               | 4                                                                           | 2                    | 63       |          |
| Primera Tarjeta Amarilla             | Primera Tarjeta Amarilla                      | 1 punto          | 1 punto                                                                     | 1 punto              | 1 punto  | 1 punto  |
| Segunda Tarjeta Amarilla y Expulsión | Segunda Tarjeta Amarilla y Expulsión          | 3 puntos         | 3 puntos                                                                    | 3 puntos             | 3 puntos | 3 puntos |
| Tarjeta Roja Directa                 | Tarjeta Roja Directa                          | 3 puntos         | 3 puntos                                                                    | 3 puntos             | 3 puntos | 3 puntos |

## Asistencia
Lista con la asistencia del Ascenso Bancomer MX, * Datos según la página oficial de la competición.
| 1  | 59,565  | 7,445 | 34.31 % | U. de G. vs San Luis (12,183)    | Murciélagos vs Tepic (2,686)                                         |
| 2  | 49,667  | 6,208 | 37.27 % | Juárez vs Zacatecas (12,900)     | Atlante vs Murciélagos (1,593)                                       |
| 3  | 59,811  | 7,476 | 32.31 % | U. de G. vs Zacatepec (12,856)   | Lobos BUAP vs Oaxaca (2,171)                                         |
| 4  | 49,184  | 6,148 | 39.97 % | Juárez vs Atlante (13,048)       | Murciélagos vs Venados (1,750)                                       |
| 5  | 50,906  | 6,363 | 27.24 % | U. de G. vs Tepic (14,988)       | Lobos BUAP vs Correcaminos UAT Archivo:Correcaminos UAT.png (1,823)  |
| 6  | 37,433  | 4,679 | 27.41 % | Tapachula vs U. de G. (12,250)   | San Luis vs Venados (0) Veto                                         |
| 7  | 52,693  | 6,586 | 28.75 % | U. de G. vs Celaya (14,582)      | Lobos BUAP vs Tapachula (1,187)                                      |
| 8  | 40,859  | 5,107 | 31.18 % | Tapachula vs Zacatecas (12,133)  | Oaxaca vs Juárez (73)                                                |
| 9  | 48,269  | 6,033 | 25.45 % | U. de G. vs Murciélagos (15,108) | San Luis vs Oaxaca (0) Veto                                          |
| 10 | 52,079  | 6,509 | 31.49 % | U. de G. vs Lobos BUAP (13,991)  | Murciélagos vs Oaxaca (1,630)                                        |
| 11 | 40,970  | 5,121 | 24.21 % | Juárez vs Tepic (10,722)         | Oaxaca vs Zacatepec (246)                                            |
| 12 | 61,929  | 7,741 | 38.10 % | U. de G. vs Necaxa (26,948)      | Murciélagos vs Zacatepec (518)                                       |
| 13 | 51,339  | 6,417 | 33.55 % | Oaxaca vs Tepic (10,030)         | Atlético San Luis vs Tapachula (2,623)                               |
| 14 | 62,685  | 7,835 | 37.79 % | Celaya vs San Luis (16,847)      | Murciélagos vs Correcaminos UAT Archivo:Correcaminos UAT.png (2,502) |
| 15 | 47,400  | 5,925 | 31.67 % | Juárez vs U. de G. (10,203)      | Archivo:Correcaminos UAT.png Correcaminos UAT vs Tepic (1,970)       |
| F  | 764,834 | 6,373 | 32.04 % | U. de G. vs Necaxa (26,948)      | San Luis vs Venados / Oaxaca (0) Veto                                |